# Холодный Родник
Холо́дный Родни́к — посёлок в Туапсинском районе Краснодарского края. Входит в состав Вельяминовского сельского поселения.

## География
Посёлок расположен на левом берегу реки Туапсе, на расстоянии 10 км к северо-востоку от города Туапсе, административного центра района. В 4 км западнее от Холодного Родника расположен посёлок Пригородный.

## Население
| 2002 | 2010 |
| ---- | ---- |
| 57   | ↗92  |

## Улицы
В посёлке имеется одна улица — Центральная.